# Giacomo Conti (football)
Giacomo Conti, né le 21 juillet 1999 à Saint-Marin, est un footballeur international saint-marinais qui évolue au poste de défenseur au San Giovanni.

## Biographie

### Carrière en sélection
Le 7 octobre 2020, Conti fait ses débuts avec l'équipe de Saint-Marin, contre la Slovénie en match amical (défaite 0-4).